# François-Augustin de Paradis de Moncrif
François-Augustin de Paradis de Moncrif, född 1687 i Paris, död där den 19 november 1770, var en fransk skriftställare av skotsk härkomst.
Moncrif var för sina talangers och sitt glättiga väsens skull gärna sedd i Paris förnämsta umgängeskretsar. Han invaldes 1733 i Franska akademien, antogs 1734 till lektör hos drottning Maria Leszczynska och blev 1742 sekreterare hos greve d'Argenson. Förutom lustspel, baletter, pastoraler och lyriska dikter med mera skrev han Histoire des chats (1727–1748), riktad mot lärdomspedanteriet, något som ådrog Moncrif öknamnet l'historiogriffe. Moncrif utgav sina Oeuvres 1751 och 1768. Moncrifs Oeuvres choisies utgavs 1801 och 1879.